# Lanrivain
Lanrivain (pronuncia: [lɑ̃ʁivɛ̃]) è un comune francese di 574 abitanti situato nel dipartimento delle Côtes-d'Armor nella regione della Bretagna.

## Società

### Evoluzione demografica
Abitanti censiti